# Fuselier

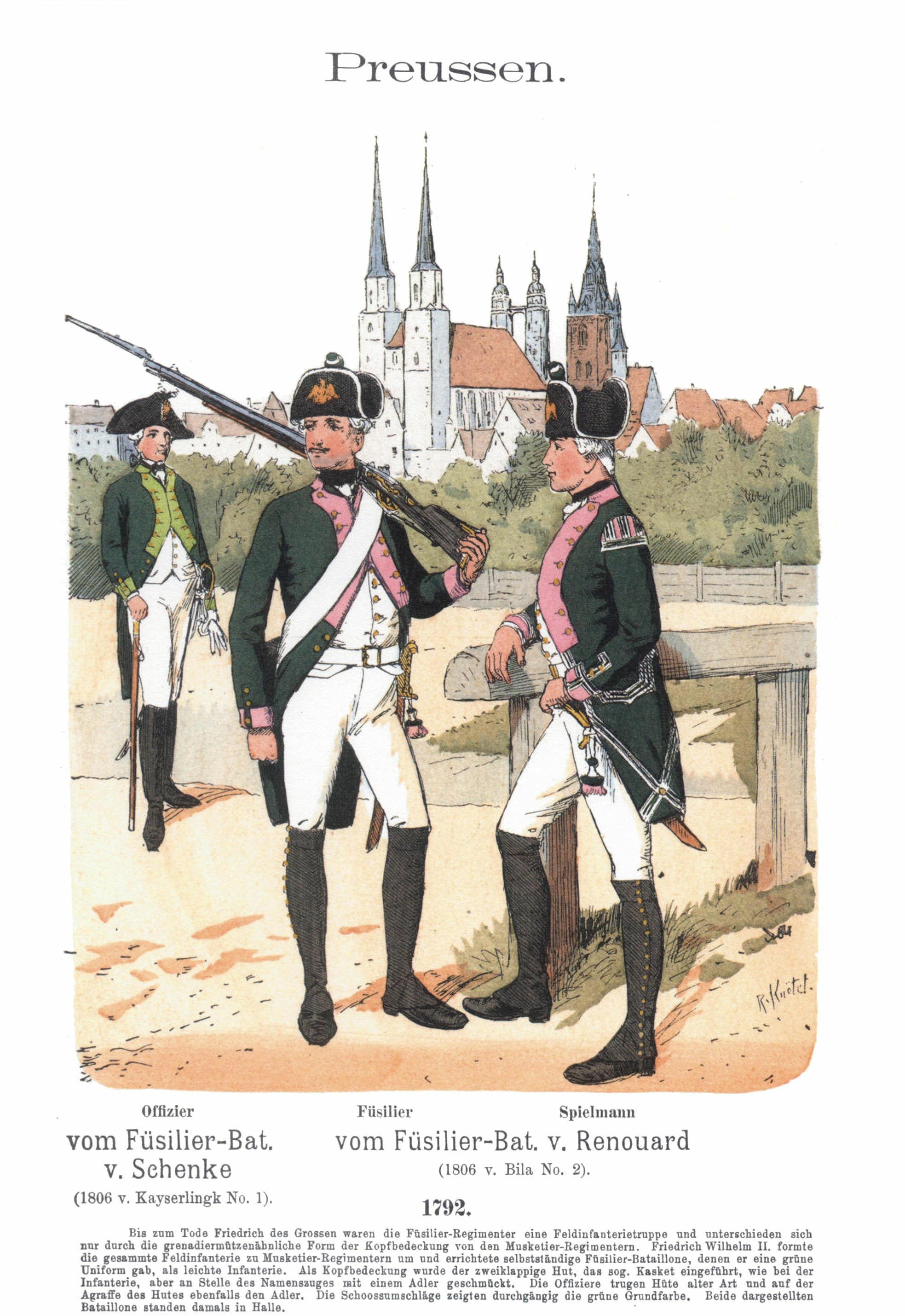
Pruisische fuseliers in 1792

Een fuselier ("geweerschutter") was een type soldaat dat aan het einde van de 17e eeuw ontstond. Hij werd vernoemd naar zijn wapen, het 'fusil'; dit was een vuursteenslotmusket dat lichter en korter was dan het lontslotmusket dat door de musketiers werd gehanteerd.
Oorspronkelijk waren fuseliers keursoldaten die gedetacheerd werden bij de artillerie om deze te ondersteunen, en speciaal daarvoor met het meer betrouwbare vuursteenslotmusket werden bewapend; later vormden zij aparte regimenten infanterie. Ten slotte werd de term fuselier aan het einde van de 18e eeuw gangbaar voor elke infanterist die niet tot een keurcompagnie (grenadiers of voltigeurs) behoorde. Fuseliers waren halverwege de 18e eeuw vaak te herkennen aan een hoofddeksel dat gelijkenis vertoonde met de grenadiersmijter, die echter hoger was. Met het verdwijnen van hun elite-status verdween ook het speciale hoofddeksel.
De naam wordt onder andere gebruikt in het Nederlandse Garderegiment Fuseliers Prinses Irene.